# Jan Henderik
Jan Gijsbertus Henderik (Utrecht, 30 augustus 1935 – Rotterdam, 27 april 2018) was een Nederlandse fotograaf.
Henderik was artdirector voor reclamebureau Lintas en werkte daarnaast in opdracht als freelancefotograaf voor onder meer het Rode Kruis, Uitzendbureau Content, gemeente Rotterdam, Stimezo, Ford, DAF en Lips. Hij publiceerde werk in onder andere de tijdschriften ZOOM, Avenue, Viva, Nieuwe Revu en NRC.
- 1955-1959 Opleiding avondschool aan het Instituut voor Kunstnijverheidsonderwijs te Amsterdam
- 1961 – 1969 Lintas
- 1968 Nederlandse Fotografen Kring kernlidmaatschap
- 1969 – 2018 Freelance fotograaf
- Reis Tunesië 1967
- Textilia-Texpress modefoto 1968 – 1e prijs categorie A (zwart-wit-foto’s), met als jury-oordeel artistieke compositie, origineel, indringend en eigentijds.[10]
- Reis India 1969-1970
- Reis Marokko/Sahara 1971
- Reis Noordkaap 1973
- 1982-1986 Docent fotografie St. Joostacademie Breda

## Jeugd in Utrecht
Jan groeide op in Utrecht waar zijn vader een schildersbedrijf had. Tijdens de Tweede Wereldoorlog werd Jan met zijn oudere broer tijdens de hongerwinter van 1944 - 1945 ondergebracht bij boeren in het oosten van het Nederland. Na de oorlog zou hij zijn vader helpen in het schildersbedrijf en een opleiding schilderen en vaktekenen afronden aan de Gemeentelijke Avondschool voor Nijverheidsonderwijs te Utrecht (1952). In deze jaren kwam hij ook in aanraking met Gerrit Rietveld waarvoor zijn vader diverse opdrachten vervulde. Van 1 oktober 1951 tot 26 januari 1952 werkte hij voor het Advertentie Bureau v/h D.Y. Alta en de jaren daarna van 7 april 1953 tot 28 februari 1961 voor Drukkerij J. van Boekhoven. Hij gaf gehoor aan zijn dienstplicht van maart 1955 tot september 1956 bij het legeronderdeel Huzaren van Boreel als tankbestuurder op een Centurion-tank. Na zijn dienstplicht bleef hij werken bij de Drukkerij J. van Boekhoven en in de avonduren tussen 1956 en 1959 volgde hij een opleiding aan het Instituut voor Kunstnijverheidsonderwijs te Amsterdam (de huidige Rietveld Academie). Henderik wilde verder in de reclamewereld en solliciteerde bij Lintas.

## Werken en wonen in Rotterdam

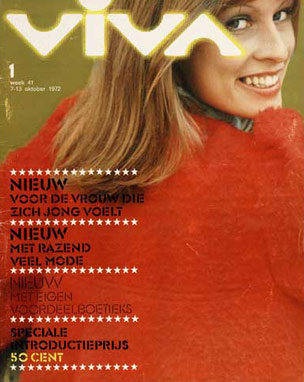
Omslag eerste Viva 1972 Foto: Jan Henderik

In 1960 verhuisde Henderik naar Rotterdam en ging werken voor het reclamebureau van Unilever, Lintas. Hier begon hij als artdirector maar zou later ook gaan fotograferen. In deze tijd ontmoette hij ook zijn toekomstige vrouw Leni Hozeman. Zij zou vaak model staan in de diverse campagnes die hij zou uitvoeren. In 1966 fotografeert Henderik miss Europa Elly Koot voor de cover van de allereerste uitgave van TROS kompas. In 1969 stopt Henderik met zijn werk bij Lintas en koopt een Citroën 2CV bestel. Samen met vrouw en dochter rijden ze van Rotterdam naar India. Henderik wil zich verder ontwikkelen als fotograaf. Terug in Nederland zal hij als freelance fotograaf verdergaan. In september 1970 werkt hij als artdirector en fotograaf belangeloos mee aan de Stimezo-campagne ter inzameling van geld voor de oprichting van abortusklinieken. De foto van een appel met breinaald wekt veel opzien. Niet veel later vertrekt het gezin van Rotterdam naar de Sahara in hun 2CV. In de Sahara zal Henderik een bijzondere reportage maken over rondtrekkende Berbers. Zijn foto’s komen later in het Franse tijdschrift ZOOM en het boek Sahara van François Vergniaud. In de jaren die volgen zal Henderik een aantal modereportages maken voor het blad Avenue. Daarnaast is hij verantwoordelijk voor de foto op de cover van de allereerste Viva.
Henderik werkte op projectbasis voor vele bekende instanties: Gemeentepolitie Rotterdam, Lips, LEGO, Calvé Pindakaas, Ford, Citroën, Rode Kruis, Stimezo, Van Nelle, UNOX, IBM, Jameson Whisky, Europa, Gemeente Rotterdam (Rotterdamse wijk COOL), Content Uitzendbureau, Krisiscentrum Utrecht, Milieudefensie, Ministerie van Defensie (TapToe), Federatie van Onderwijsvakorganisaties e.v.a.
Henderik gebruikte vaak mensen uit zijn kennissenkring als model. Een mooi voorbeeld is de foto van Frans Vogel als maffioso.
Het archief van Jan Henderik is in februari 2021 overgedragen aan het Stadsarchief Rotterdam.